# Луисвил (Индијана)
Луисвил (енгл. Lewisville) град је у америчкој савезној држави Индијана.

## Демографија
По попису из 2010. године број становника је 366, што је 29 (-7,3%) становника мање него 2000. године.
| Група             | 2000.       | 2010.       |
| Белци             | 392 (99,2%) | 359 (98,1%) |
| Афроамериканци    | 0 (0,0%)    | 0 (0,0%)    |
| Азијати           | 0 (0,0%)    | 0 (0,0%)    |
| Хиспаноамериканци | 0 (0,0%)    | 5 (1,4%)    |
| Укупно            | 395         | 366         |